# Svenska glasarbetareförbundet
Svenska glasarbetareförbundet var ett svenskt fackförbund inom Landsorganisationen (LO) som bildades 1898. Det uppgick 1907 i Svenska grov- och fabriksarbetareförbundet.

## Bakgrund
Det fanns olika kategorier arbetare inom glasindustrin. Svenska glasarbetareförbundet organiserade till en början bara buteljarbetare, men efter sekelskiftet tillkom också konstglasarbetare och fönsterglasarbetare.

## Historia
- 1890 bildades den första fackföreningen bland glasarbetare i Arboga. Danmarks Glasmagerforening hade sänt ut en agitator och föreningen var ett resultat av dennes ansträngningar.
- 1893 agiterade en svensk och en dansk vid de svenska glasbruken och det ledde till bildandet av Kosta glasarbetarefackförening samma år.
- 1896 bildades centralorganisationen Glasarbetareförbundsföreningen med säte i Kosta, men den lades ned efter bara ett knappt år.
- 1898 bildades på danskt initiativ Svenska glasarbetareförbundet i Surte folkets hus av två fackföreningar med sammanlagt 147 medlemmar. Till förste ordförande utsågs Alfred Bergström.
- 1907 hade förbundet växt till 33 avdelningar med 1279 medlemmar, då man uppgick i Svenska grov- och fabriksarbetareförbundet.